# Cryptophagus subfumatus
Cryptophagus subfumatus is een keversoort uit de familie harige schimmelkevers (Cryptophagidae). De wetenschappelijke naam van de soort werd in 1856 gepubliceerd door Ernst Gustav Kraatz.